# ژان دوبوکور
ژان دوبوکور (فرانسوی: Jean Debucourt‎؛ ۱۹ ژانویهٔ ۱۸۹۴ – ۲۲ مارس ۱۹۵۸) بازیگر اهل فرانسه بود. او در بیش از ۱۰۰ فیلم ظاهر شد.

## گزیدهٔ فیلم‌شناسی
- وقتی زنی دخالت می‌کند (۱۹۵۷)
- بوته چینی (۱۹۵۷)
- گوش‌واره‌های مادام... (۱۹۵۳)
- عدالت اجرا شد (۱۹۵۰)
- آقای ونسان (۱۹۴۷)
- ابله (۱۹۴۶)
- سقوط خانه آشر (۱۹۲۸)